# Julia Bulette
Julia Bulette, född 1832 i London (Storbritannien), död 1867 i Virginia City, Nevada (USA), var en brittiskfödd amerikansk prostituerad kvinna, känd från Vilda västerns legendflora.
Hon sålde från 1859 sex i Virginia City, Nevada, vid silvergruvan Comstock Lode. Där bedrev hon sin verksamhet från en stuga och var en av få kvinnor i området. Hon mördades genom strypning av den franskfödde vagabonden John Millain, som hängdes för brottet. Mordet på henne och hennes status som sexarbetare gjorde henne föremål för en växande legendflora i Virginia City.